# Cmentarz żydowski w Firleju
Cmentarz żydowski w Firleju – kirkut został założony w XIX wieku. Ostatni pogrzeb na terenie kirkutu odbył się w 1942. Brak jakichkolwiek macew na terenie dawnej nekropolii.